# Drummondita ericoides
Drummondita ericoides är en vinruteväxtart som beskrevs av William Henry Harvey. Drummondita ericoides ingår i släktet Drummondita och familjen vinruteväxter. Inga underarter finns listade i Catalogue of Life.